# إليشا باكستر
وهو سياسي أمريكي ويعد باكستر الحاكم العاشر لولاية أركنساس بعد انضمام الولاية إلى الاتحاد الأمريكي ينتمي إليشا باكستر إلى الحزب الجمهوري ولد إليشا باكستر في 1 أيلول / سبتمبر من سنة 1827 في مقاطعة روذرفورد بولاية كارولينا الشمالية باكستر درس القانون وبدأ حياته المهنية في عام 1856 بصفته محاميا شغل باكستر منصب حاكم ولاية أركنساس ما بين يناير من سنة 1873 إلى ديسمبر من سنة 1874 توفي إليشا باكستر في 31 أيار / مايو من سنة 1899 في ولاية أركنساس.